# Megalampris keyesi
Megalampris keyesi è un pesce osseo estinto, appartenente ai lampridiformi. Visse nell'Oligocene superiore (circa 25 milioni di anni fa) e i suoi resti fossili sono stati ritrovati in Nuova Zelanda.

## Descrizione
Questo animale è noto per alcuni resti fossili, in particolare le ossa della coda, ritrovati nella regione di Otago in Nuova Zelanda. L'aspetto doveva essere molto simile a quello dell'odierno pesce re (Lampris guttatus), con il quale era strettamente imparentato. Le dimensioni, tuttavia, erano davvero notevoli: dal raffronto dei fossili rinvenuti con esemplari attuali di pesce re, si stima che Megalampris doveva raggiungere i 4 metri di lunghezza; l'attuale pesce re, invece, raggiunge i 2 metri. Come il pesce re, anche Megalampris doveva possedere un corpo alto e compresso lateralmente.

## Classificazione
Megalampris keyesi venne descritto per la prima volta nel 2006, sulla base di resti fossili ritrovati nel calcare di Otekaike nella zona nord di Otago, in Nuova Zelanda. Questo animale è l'unico genere, oltre all'attuale Lampris, della famiglia Lampridae.